# Glojene, Vrața
Glojene (în bulgară Гложене) este un sat în comuna Kozlodui, regiunea Vrața, Bulgaria. 
Satul a fost locuit de români.

## Demografie
Componența etnică a satului Glojene
     Romi (20,12%)
     Bulgari (66,88%)
     Nicio identificare (12,99%)
     Altele (0,25%)
La recensământul din 2011, populația satului Glojene era de 2.748 locuitori. Din punct de vedere etnic, majoritatea locuitorilor (66,88%) erau bulgari, cu o minoritate de romi (20,12%). Pentru 12,99% din locuitori nu este cunoscută apartenența etnică.